# Polyommatus dolus
The Furry Blue (Polyommatus dolus) là một loài bướm ngày thuộc họ Lycaenidae. Nó được tìm thấy ở Tây Ban Nha (from Huesca to Santander - Burgos), in Pháp (Herault và from the Cevennes to the Maritime Alps) và Ý (Central Italy và Maritime Alps).
Habitats are dry acid grassland, dry calcareous grasslands và steppes và sclerophyllous scrub at 600-1800m.
Chúng bay từ tháng 7 đến tháng 8.
Ấu trùng ăn Onobrychis viciifolia và Medicago species.